# Robert B. Griffiths
Roger B. Griffiths (* 25. února 1937) je americký fyzik z Carnegie-Mellonovy univerzity. Je autorem interpretace kvantové mechaniky nazývané konzistentní historie, kterou vyvinul za pomoci Murraye Gell-Manna, Rolanda Omnèse a Jamese Hartlea.

## Raný život a vzdělání
Narodil se ve městě Etah v Indii v roce 1937 presbyteriánským misionářům. V Indii navštěvoval Woodstock School, spolu se svými bratry a sestrami. Již na střední škole se projevil jeho zájem o matematiku a fyziku. Na škole byl velmi dobrý v chemii a někdy i pomála s pracemi na elektrickém zařízení školy.

## Akademická kariéra
Po dokončení střední školy v Indii začal navštěvovat Princetonskou univerzitu ve státě New Jersey, kde roku 1957 získal bakalářský titul. V letech 1958 a 1962 poté získal magisterský a doktorský titul na Stanfordově univerzitě. Jako postdoktorand působil na Kalifornské univerzitě v San Diegu v letech 1962-1964. Poté přešel jako odborný asistent na Carnegie-Mellonovu univerzitu, kde se stal roku 1967 docentem a roku 1969 profesorem. V roce 1987 byl zvolen do Národní akademie věd Spojených států amerických.
V rámci svého výzkumu kladl Griffiths především na kvantovou mechaniku. Ve své práci usiloval o aplikaci kvantové informace na skutečný svět. Roku 1984 stál u zrodu výzkumného programu, který se snažil doplnit chybějící článek mezi teorii a aplikaci při práci na konzistentní podobě kvantové teorie. Toto úsilí vyústilo v novou interpretaci nyní nazývanou jako konzistentní hsotorie??, kterou formuloval s několika spolupracovníky. Tento přístup je podrobně studován a aplikován v několika oblastech na poli kvantové mechaniky.
K roku 2016 je Griffiths profesorem na Carnegie-Mellonově univerzitě. Publikoval 140 odborných článků a knihu Konzistentní kvantová teorie.  Je členem Americké fyzikální společnosti. I nadále zkoumá základy kvantové mechaniky, kvantové výpočty a zabývá se i vztahem fyziky a křesťanské teologie. 